# Tetčice
Tetčice (in tedesco Tetschitz) è un comune della Repubblica Ceca facente parte del distretto di Brno-venkov, in Moravia Meridionale.